# بسيون (مركز)
مركز بسيون مركز إداري مصري. يقع في محافظة الغربية الواقعة شمال جمهورية مصر العربية في دلتا النيل. القاعدة الإدارية للمركز هي مدينة بسيون.

## التاريخ
كانت بسيون قاعدة قسم بسيون الذي أنشئ عام 1826، ثم نقلت سنة 1871 إلى مدينة كفر الزيات لاتصالها بخط السكة الحديد وسمي بمركز كفر الزيات في سجل نظارة الداخلية ولكن لم يغير في سجل نظارة المالية حتى عام 1896. صدر قرار إنشاء المركز في 20 أغسطس 1950 مكونًا من 21 بلدة أربع عشر منها من مركز كفر الزيات وسبع بلاد من مركز قطور.
ضمت قرى جناج وشبراتنا وشبراطو وكنيسة شبراطو وكفر الحمام وبار الحمام وكفر الدوار وكفر سالم الهباب وسلامون الغبار إلى المركز في 6 أبريل 1955 فصلًا من مركز قلين بمديرية الفؤادية. اندمجت قرية كفر جعفر في مدينة بسيون عام 1963 لتزال من قرى المركز.

## التقسيم الإداري
تبلغ مساحة مركز مدينة بسيون 160.89 كم2، وهو المركز السادس حسب المساحة في المحافظة. يتبع المركز 4 وحدات محلية (كتامة الغابة وصالحجر وأبو حمر وقرنشو) و28 قرية و102 عزبة. ويرأس المدينة ومركزها إسلام سعد النجار.

## الاقتصاد

### الزراعة

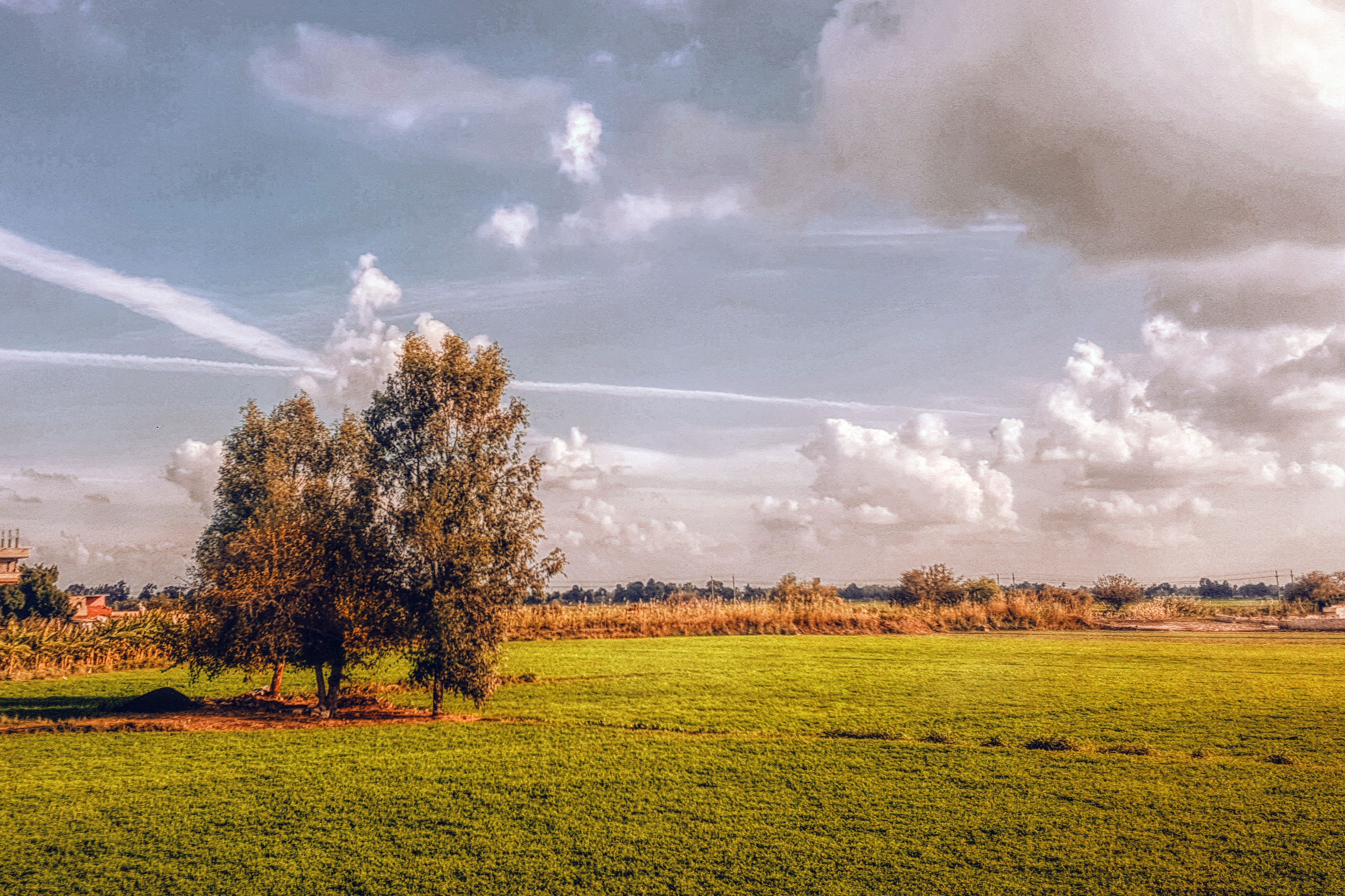
صورة لريف المحافظة بقرية الفرستق مركز بسيون

يزرع في بسيون عدد من المحاصيل الزراعية مثل القمح والبطاطس والبصل والأرز، تشجع المحافظة الفلاحين على زراعة القطن والذرة الشامية وفول الصويا. تمد زراعة المحاصيل العطرية إلى المركز من مركز قطور المجاور مثل زراعة الياسمين التي تبلغ مساحتها 211 فدان. يوجد في مركز بسيون 6116 وحدة حيوانية أي 7,7 من إجمالي المحافظة، و36 منشأة صناعية غذائية.

### الصناعة
أعلن عن تأسيس منطقة صناعية خصصت لإنتاج الأثاث بقرية كتامة الغابة في عام 2022 ويوجد بالقرية اليوم 504 ورشة يعمل فيها 2424 وبها 220 معرض للأثاث، يوجد في قرية الفرستق نحو 200 ورشة لصناعة الفخار والخزف وهي أكبر قرية في إنتاجه بالمحافظة. ينتج المركز 800 طن من المخللات سنويًا أي 17.8% من إنتاج المحافظة.
تنتج القرية الفحم النباتي وهي الأولى على محافظة الغربية في إنتاجه، كان بها 70 مكمورة لإنتاج الفحم النباتي في عام 2017، يشتغل في هذه الصناعة الكثير من أبناء القرية والقرى المجاورة لها بسبب البطالة، تضر هذه الصناعة بمن يعمل فيها وبسكان القرية وبالمزروعات ويزيد الوضع سوء أن هذه الحرفة غير مقننة.

### السياحة
الموقع الأثري الوحيد بالمركز هو صا الحجر التي كانت إحدى عواصم مقاطعات الدلتا في العصر الفرعوني وكانت مركز عبادة نيث ثم أصبحت عاصمة مصر وقت الأسرة الرابعة والعشرين والسادسة والعشرين.

## السكان
بلغ عدد سكان المركز 321,732 نسمة في تقدير 2024 أغلبهم ريفيون باستثناء سكان مدينة بسيون (78,370 نسمة)، عدد الرجال منهم 165,060 والنساء 156,672 نسمة. كان عدد سكان المركز 338,626 نسمة في تعداد 2017. المركز هو الأقل حسب السكان في المحافظة.
| عدد السكان | السنة |
| ---------- | ----- |
| 110,689    | 1960  |
| 139,873    | 1976  |
| 177,200    | 1986  |
| 212,896    | 1996  |
| 243,141    | 2006  |
| 296,355    | 2017  |
| 321,732    | 2024  |

### الدين
آخر تعداد مصري يذكر الدين كان تعداد 1986 والذي يتضح منه أن أغلبية السكان مسلمون (176,674 نسمة) مع أقلية مسيحية صغيرة (626 نسمة). توجد كنيسة أرثوذكسية واحدة بالمركز بصا الحجر.

### التعليم
يوجد في بسيون ومركزها 251 مدرسة وهو عدد قليل بالنسبة لعدد السكان. نسبة الأمية بالمركز عالية إذ يبلغ عددهم 59,391 نسمة (26%) وهم أكبر شريحة تعليمية في المركز يليهم ذوي التعليم المتوسط ذوي التعليم المتوسط 58,646 نسمة وذلك في تعداد 2017.